# Vonsild Mølle
55°27′17.33″N 9°28′38.81″Ø / 55.4548139°N 9.4774472°Ø
Vonsild Mølle var en vindmølle i Koldings sydlige bydel Vonsild. Den blev opført af Jens Peter Andersen i 1877, da Vonsild var en landsby langt uden for købstaden.
Ved vindstille fik møllens kværne kraft fra dampmaskinerne hos naboen Andelsmejeriet Godthåb. Senere fik møllen sin egen drivkraft i form af en dieselmotor.
Vindmøllen brændte i 1932, hvor den mistede sine vinger og den stråtækte hat. Hatten blev erstattet af et lysthus, et "kikkenborg", opført i bindingsværk. Da Andelsmejeriet Godthåb blev lagt sammen med Kolding Andelsmejeri i 1938, overtog Vonsild Mølle bygningerne. Møllen blev i 1966 udvidet med en række siloer.
Jens Peter Andersens oldebarn solgte i 1993 møllen, først til Superfos og så til DLG, der ophørte med sine aktiviteter på møllen i 2002. Her blev siloerne revet ned, men resten gik i forfald.
Efter flere års forgæves forsøg på at få ejeren til at renovere bygningerne tilbød Kolding Kommune at betale for at få nedrevet den gamle mølle. Og boligselskabet Lejerbo var interesseret i at bygge boliger på grunden i tilknytning til selskabets afdeling Mølleparken.
I sommeren 2016 blev Vonsild Mølle revet ned.